# جلتك
جلتك (بالتركية: Çeltik, Konya)‏ هي بلدة ومُديريَّة تقع في ولاية قونية، و بتركيا. تصل مساحتها إلى 554.5 كم²، وترتفع عن سطح البحر حوالي 868 م.